# Décès en mars 2025
Décès
- 2021
- 2022
- 2023
- 2024
- 2025
- 2026
- 2027
- 2028
- 2029

Pour une information complémentaire, voir la page d'aide.

| Date              | Nom                                | Activités | Âge   | Source  |
| ----------------- | ---------------------------------- | --- | ----- | ------- |
| 31 mars           | Sian Barbara Allen                 | Actrice américaine. | 78    | (en)    |
| 31 mars           | Yves Boisset                       | Réalisateur français. | 86    |         |
| 31 mars           | Janric Craig                       | Pair britannique. | 80    | (en)    |
| 31 mars           | Jean-Yves Haberer                  | Banquier et haut fonctionnaire français.                                                                                             | 92    |         |
| 31 mars           | Mario Joseph                       | Avocat et procureur haïtien. | 62    | (en)    |
| 31 mars           | Nancy Kilpatrick                   | Romancière canadienne. | 78    | (en)    |
| 31 mars           | Volkan Konak                       | Chanteur turc. | 58    | (tr)    |
| 31 mars           | Mark LaForest                      | Joueur canadien de hockey sur glace.                                                                                                 | 62    | (en)    |
| 31 mars           | Frank Laidlaw                      | Joueur de rugby à XV écossais. | 84    | (en)    |
| 31 mars           | Ines Najar                         | Actrice tunisienne. | 41    | (ar)    |
| 31 mars           | John Nelson                        | Chef d'orchestre américain. | 83    | (en)    |
| 31 mars           | Pierre Ortet                       | Homme politique français. | 91    |         |
| 31 mars           | Jean-Louis Porchet                 | Producteur et réalisateur suisse. | 76    |         |
| 31 mars           | Lothar Trolle                      | Conteur, poète, dramaturge, auteur de pièces radiophoniques et traducteur allemand.                                                  | 81    | (de)    |
| 31 mars           | Betty Webb                         | Décrypteuse britannique. | 101   | (en)    |
| 30 mars           | Enrique Bátiz                      | Chef d'orchestre mexicain. | 82    | (es)    |
| 30 mars           | Giacomo Caliendo                   | Homme politique italien. | 82    | (it)    |
| 30 mars           | Barbara Frischmuth                 | Écrivaine, scénariste et poétesse autrichienne.                                                                                      | 83    | (de)    |
| 30 mars           | Stanley Kalms                      | Homme politique britannique. | 93    | (en)    |
| 30 mars           | Lee Montague                       | Acteur britannique. | 97    | (en)    |
| 29 mars           | Ken Bruen                          | Écrivain irlandais. | 74    | (en)    |
| 29 mars           | Richard Chamberlain                | Acteur américain. | 90    | (en)    |
| 29 mars           | Stefan Hula                        | Coureur de combiné nordique polonais.                                                                                                | 77    | (pl)    |
| 29 mars           | Erwin Lanc                         | Politicien, handballeur autrichien.                                                                                                  | 94    | (de)    |
| 29 mars           | Jacques Oudot                      | Homme politique français. | 90    |         |
| 29 mars           | Gerd Poppe                         | Homme politique est-allemand. | 84    | (de)    |
| 29 mars           | Dennis Scheider                    | Guitariste, auteur-compositeur et producteur de musique allemand.                                                                    | 47    | (de)    |
| 28 mars           | Orio Caldiron                      | Critique cinématographique et essayiste italien.                                                                                     | 80    | (it)    |
| 28 mars           | Tulku Hungkar Dorje                | Lama tibétain. | 57    | (en)    |
| 28 mars           | Hamza Feghouli                     | Acteur algérien. | 86    |         |
| 28 mars           | Hennadiy Horbenko                  | Athlète ukrainien. | 49    | (uk)    |
| 28 mars           | Alfredo Mostarda                   | Footballeur international brésilien.                                                                                                 | 78    | (pt)    |
| 28 mars           | Juma Mwapachu                      | Personnalité politique et diplomate tanzanien.                                                                                       | 82    | (en)    |
| 28 mars           | Olegario Vázquez Raña              | Homme d'affaires, tireur sportif mexicain.                                                                                           | 89    | (es)    |
| 28 mars           | Young Scooter                      | Rappeur et chanteur américain. | 39    | (en)    |
| 27 mars           | Jean-Luc Chalumeau                 | Historien de l'art français. | 85    |         |
| 27 mars           | Hy Eisman                          | Auteur de bande dessinée américain.                                                                                                  | 98    | (en)    |
| 27 mars           | Joseph Maximos Fahmé               | Prêtre de l’Église grecque-catholique melchite et chantre syro-français.                                                             | 100   |         |
| 27 mars           | Michel Fontaine                    | Homme politique français. | 72    |         |
| 27 mars           | Huberte Gautreau                   | Militante féministe canadienne. | 90    |         |
| 27 mars           | Ku Feng                            | Acteur chinois. | 94    | (en)    |
| 27 mars           | Peter Jacques                      | Musicien de jazz suisse. | 89    | (de)    |
| 27 mars           | Marguerite Maillet                 | Écrivaine canadienne. | 101   |         |
| 26 mars           | Rico Bianchi                       | Rameur d'aviron suisse, médaillé d'argent aux Jeux olympiques d'été de 1952.                                                         | 94    | (en)    |
| 26 mars           | David Childs                       | Architecte américain. | 83    | (en)    |
| 26 mars           | Christa Laetitia Deeleman-Reinhold | Arachnologiste néerlandaise. | 94    | (en)    |
| 26 mars           | Michael Friedman                   | Philosophe américain. | 77    | (en)    |
| 26 mars           | Kerry Greenwood                    | Romancière, dramaturge et solicitor australienne.                                                                                    | 70    | (en)    |
| 26 mars           | Stef Wertheimer                    | Politicien, milliardaire, philanthrope israélien.                                                                                    | 98    | (en)    |
| 25 mars           | Juan Aguilera                      | Joueur de tennis espagnol. | 63    |         |
| 25 mars           | Denis Arndt                        | Acteur américain. | 86    | (en)    |
| 25 mars           | Edith Ballantyne                   | Féministe et pacifiste canadienne.                                                                                                   | 102   | (en)    |
| 25 mars           | Andrew Cohen                       | Auteur américain. | 69    | (en)    |
| 25 mars           | Christopher Ehret                  | Universitaire américain, spécialiste de l'histoire de l'Afrique.                                                                     | 83    | (en)    |
| 25 mars           | Gananath Obeyesekere               | Anthropologue srilankais. | 95    | (en)    |
| 25 mars           | Évelyn Séléna                      | Actrice française. | 85    |         |
| 25 mars           | Masahiro Shinoda                   | Réalisateur et scénariste japonais.                                                                                                  | 94    | (ja)    |
| 25 mars           | François Trucy                     | Homme politique français. | 93    |         |
| 24 mars           | Éric Eydoux                        | Écrivain et universitaire français.                                                                                                  | 85    |         |
| 24 mars           | Hossam Shabat                      | Journaliste palestinien. | 23    |         |
| 24 mars           | Fritz Streletz                     | Generaloberst de la NVA allemand. | 98    | (de)    |
| 23 mars           | Gianfranco Barra                   | Acteur italien. | 84    | (it)    |
| 23 mars           | Mariel Clarmont                    | Créateur-réalisateur de tentures murales Patchwork (Artipatch) et de Broderie française.                                             | 93    |         |
| 23 mars           | Bogdan Daras                       | Lutteur polonais. | 64    | (pl)    |
| 23 mars           | Valerie Howarth                    | Femme politique britannique. | 84    | (en)    |
| 23 mars           | Lora Lamm                          | Graphiste et affichiste suisse. | 97    | (de)    |
| 23 mars           | Henri Le More                      | Sociologue et éditeur français. | 83    |         |
| 23 mars           | Mia Love                           | Femme politique américaine. | 49    | (en)    |
| 23 mars           | Hubert Schmalix                    | Peintre autrichien. | 72    | (de)    |
| 23 mars           | Charles Strachey                   | Homme politique britannique. | 79    | (en)    |
| 23 mars           | Tōru Terasawa                      | Athlète japonais, spécialiste des courses de fond.                                                                                   | 90    | (ja)    |
| 22 mars           | Livingstone Bramble                | Boxeur christophien. | 64    | (en)    |
| 22 mars           | Charles Friderici                  | Personnalité politique suisse. | 78    |         |
| 22 mars           | Larissa Goloubkina                 | Actrice soviétique puis russe. | 85    | (ru)    |
| 22 mars           | Xavier Le Pichon                   | Géologue, professeur d'université et géophysicien français.                                                                          | 87    |         |
| 22 mars           | Martin Loeb                        | Acteur et artiste français. | 66    |         |
| 22 mars           | Djamel Menad                       | Footballeur international algérien.                                                                                                  | 64    |         |
| 22 mars           | Geoffrey Nyarota                   | Journaliste zimbabwéen. | 74    | (en)    |
| 22 mars           | Jean O'Neil                        | Écrivain et journaliste canadien. | 88    |         |
| 22 mars           | Rolf Schimpf                       | Acteur allemand. | 100   | (de)    |
| 22 mars           | Alex Wyllie                        | Joueur de rugby à XV néo-zélandais.                                                                                                  | 80    | (en)    |
| 21 mars           | Schmuel Agmon                      | Mathématicien israélien. | 103   | (en)    |
| 21 mars           | Filiz Akın                         | Actrice, animatrice de télévision et scénariste turque.                                                                              | 82    | (tr)    |
| 21 mars           | Jean Baronnet                      | Réalisateur français. | 95    |         |
| 21 mars           | Émile Blessig                      | Homme politique français. | 77    |         |
| 21 mars           | Evert Endt                         | Designer français. | 91    |         |
| 21 mars           | George Foreman                     | Boxeur américain, champion aux Jeux olympiques d'été de 1968.                                                                        | 76    |         |
| 21 mars           | Oleg Gordievsky                    | Colonel russe du KGB, chef de l'antenne du KGB à Londres, transfuge le plus haut gradé du KGB.                                       | 86    | (en)    |
| 21 mars           | Giancarlo Guerrini                 | Joueur de water-polo italien, champion aux Jeux olympiques d'été de 1960.                                                            | 85    | (it)    |
| 21 mars           | Michel Moskovtchenko               | Peintre, sculpteur, dessinateur, graveur français.                                                                                   | 90    |         |
| 21 mars           | Filippo Maria Pandolfi             | Politicien italien. | 97    | (it)    |
| 21 mars           | Jacques Ouaknin                    | Grand-rabbin français. | 92    |         |
| 21 mars           | Kenneth Sims                       | Joueur américain de football américain.                                                                                              | 65    | (en)    |
| 21 mars           | Larry Tamblyn                      | Acteur, chanteur et claviériste américain.                                                                                           | 82    | (en)    |
| 20 mars           | Renée Chevalier                    | Peintre, graveuse et plasticienne canadienne.                                                                                        | 69/70 |         |
| 20 mars           | Vitold Fokine                      | Homme d'État ukrainien. | 92    |         |
| 20 mars           | Eddie Jordan                       | Fondateur irlandais d'une écurie de Formule 1.                                                                                       | 76    |         |
| 20 mars           | François Labande                   | Alpiniste français. | 83    |         |
| 20 mars           | Francis Matthey                    | Personnalité politique suisse. | 82    |         |
| 20 mars           | Pat Murphy                         | Homme politique néo-zélandais. | 62    | (en)    |
| 19 mars           | Pedro Cuatrecasas                  | Biochimiste américaino-espagol. | 88    | (en)    |
| 19 mars           | Calistrat Cuțov                    | Boxeur roumain, médaillé de bronze aux Jeux olympiques d'été de 1968.                                                                | 76    | (ro)    |
| 19 mars           | Andrija Delibašić                  | Footballeur international monténégrin.                                                                                               | 43    | (sr)    |
| 19 mars           | Ellen Ringier                      | Éditrice et juriste suisse. | 73    |         |
| 18 mars           | Abou Hamza                         | Militant palestinien. | 29    | (ar)    |
| 18 mars           | Denise Boucher                     | Écrivaine et poétesse canadienne. | 89    |         |
| 18 mars           | Nadia Cassini                      | Actrice américaine. | 76    | (en)    |
| 18 mars           | Pawlu Cremona                      | Prêtre dominicain maltais. | 79    | (en)    |
| 18 mars           | Sonia Garmers                      | Écrivaine néerlandaise. | 92    | (nl)    |
| 18 mars           | Roberte Hamayon                    | Anthropologue française. | 84    |         |
| 18 mars           | Bob Harvey                         | Musicien américain. | 84    | (en)    |
| 18 mars           | Jacob Korevaar                     | Mathématicien néerlando-américain.                                                                                                   | 102   | (nl)    |
| 18 mars           | Édouard Nyankoye Lamah             | Homme politique guinéen. | 73    |         |
| 18 mars           | Fiodor Malykhine                   | Joueur professionnel russe de hockey sur glace.                                                                                      | 34    | (en)    |
| 18 mars           | Wlamir Marques                     | Joueur puis entraîneur brésilien de basket-ball, double médaillé de bronze olympique (1960, 1964).                                   | 87    |         |
| 18 mars           | Jean Michel                        | Homme politique français. | 76    |         |
| 17 mars           | Pierre Alessandri                  | Agriculteur, syndicaliste et lanceur d’alerte français.                                                                              | 55    |         |
| 17 mars           | Jean-Pierre d'Amico                | Chanteur français. | 78    |         |
| 17 mars           | Monique Andreas Esoavelomandroso   | Femme politique malgache. | 79    |         |
| 17 mars           | Paddy Hemingway                    | Pilote de chasse irlandais. | 105   | (en)    |
| 17 mars           | Lee Shau-kee                       | Milliardaire et philanthrope chinois.                                                                                                | 97    | (en)    |
| 17 mars           | Aurelio Martínez                   | Musicien et homme politique hondurien.                                                                                               | 55    | (es)    |
| 17 mars           | Annick Ohayon                      | Historienne et universitaire française, spécialiste de l'histoire de la psychologie et de la psychanalyse.                           | 78    |         |
| 17 mars           | Jacqueline Pilet-Lemière           | Historienne médiéviste et archéologue française.                                                                                     | 76    |         |
| 17 mars           | AnNa R.                            | Chanteuse allemande. | 55    | (de)    |
| 17 mars           | Hocine Zehouane                    | Homme politique et militant algérien des droits de l'homme.                                                                          | 89    |         |
| 16 mars           | Judith Bailey                      | Compositrice, clarinettiste et chef d'orchestre britannique.                                                                         | 83    | (en)    |
| 16 mars           | Émilie Dequenne                    | Actrice belge. | 43    |         |
| 16 mars           | Tomáš Klouček                      | Joueur tchèque de hockey sur glace.                                                                                                  | 45    |         |
| 16 mars           | Peter Kocher                       | Astronome amateur suisse. | 85    |         |
| 16 mars           | Bob Long                           | Joueur de football américain. | 82    |         |
| 16 mars           | Rob de Nijs                        | Chanteur et acteur néerlandais. | 82    | (nl)    |
| 16 mars           | Thérèse Paquet-Sévigny             | Diplomate canadienne. | 91    |         |
| 16 mars           | Pierre Roy                         | Homme d'affaires et homme politique québécois.                                                                                       | 89    |         |
| 16 mars           | Gheorghe Vărzaru                   | Joueur roumain de rugby à XV. | 64    | (ro)    |
| 16 mars           | Jesse Colin Young                  | Musicien et guitariste américain. | 83    | (en)    |
| 15 mars           | Peter Bichsel                      | Écrivain et journaliste suisse. | 89    |         |
| 15 mars           | Les Binks                          | Musicien britannique. | 73    | (en)    |
| 15 mars           | David Cohen                        | Producteur et scénariste américain.                                                                                                  | 66    | (en)    |
| 15 mars           | Geneviève Dournon                  | Ethnomusicologue française. | 97    |         |
| 15 mars           | Doris Fitschen                     | Footballeuse internationale allemande, médaillée de bronze aux Jeux olympiques d'été de 2000.                                        | 56    | (de)    |
| 15 mars           | Claude Gilliot                     | Islamologue et religieux dominicain français.                                                                                        | 85    |         |
| 15 mars           | Esten Gjelten                      | Biathlète norvégien. | 82    | (no)    |
| 15 mars           | Wings Hauser                       | Acteur, réalisateur, compositeur, scénariste et producteur de cinéma américain.                                                      | 77    | (en)    |
| 15 mars           | Alain Jaubert                      | Écrivain, journaliste, producteur et réalisateur de télévision français.                                                             | 84    |         |
| 15 mars           | Nita Lowey                         | Femme politique américaine. | 87    | (en)    |
| 15 mars           | Jean Mongrédien                    | Musicologue français. | 92    |         |
| 15 mars           | Slick Watts                        | Joueur américain de basket-ball. | 73    | (en)    |
| 15 mars           | Hernán Lara Zavala                 | Écrivain mexicain. | 79    | (es)    |
| 14 mars           | Claude Dhinnin                     | Homme politique français. | 90    |         |
| 14 mars           | Aldo Haesler                       | Sociologue et philosophe de l'économie français.                                                                                     | 71    |         |
| 14 mars           | Peter Hric                         | Coureur cycliste tchécoslovaque puis slovaque.                                                                                       | 59    | (sk)    |
| 14 mars           | Jean-Claude Kuhnapfel              | Footballeur français. | 93    |         |
| 14 mars           | Jean-Pierre Plet                   | Footballeur français. | 80    |         |
| 14 mars           | Alan K. Simpson                    | Homme politique américain. | 93    | (en)    |
| 14 mars           | Dag Solstad                        | Écrivain norvégien. | 83    |         |
| 13 mars           | Jacques Delaporte                  | Musicien, auteur-compositeur-interprète et acteur français.                                                                          | 78    |         |
| 13 mars           | Sofia Goubaïdoulina                | Compositrice soviétique, puis russe.                                                                                                 | 93    | (ru)    |
| 13 mars           | Raúl Grijalva                      | Homme politique américain, membre de la Chambre des représentants des États-Unis.                                                    | 77    | (en)    |
| 13 mars           | Radiša Ilić                        | Footballeur international serbe. | 47    | (se)    |
| 13 mars           | Miguel Macedo                      | Homme politique portugais. | 65    | (pt)    |
| 13 mars           | Edgar Oehler                       | Homme d'affaires et homme politique suisse.                                                                                          | 83    | (de)    |
| 13 mars           | Pierluigi Sangalli                 | Illustrateur italien. | 86    | (it)    |
| 13 mars           | Grazia Maria Spina                 | Actrice italienne. | 88    | (it)    |
| 13 mars           | Daniel W. Stroock                  | Mathématicien américain. | 84    | (en)    |
| 12 mars           | Michel Arrignon                    | Clarinettiste français. | 76/77 |         |
| 12 mars           | Bruce Glover                       | Acteur américain. | 92    |         |
| 12 mars           | Klaus Kobusch                      | Coureur cycliste allemand, médaillé de bronze aux Jeux olympiques d'été de 1964.                                                     | 83    | (de)    |
| 12 mars           | Oliver Miller                      | Joueur de basket-ball américain. | 54    | (en)    |
| 12 mars           | Jean-François Téaldi               | Homme politique et journaliste français.                                                                                             | 73    |         |
| 12 mars           | Claude Verret                      | Joueur canadien de hockey sur glace.                                                                                                 | 61    |         |
| 12 mars           | Witold-K                           | Peintre et sculpteur polonais et américain.                                                                                          | 92    | (pl)    |
| 11 mars           | Junior Bridgeman                   | Joueur de basket-ball américain. | 71    | (en)    |
| 11 mars           | Blanca Castilla de Cortázar Larrea | Anthropologue, philosophe et théologienne espagnole.                                                                                 | 73    | (es)    |
| 11 mars           | Ayumi Ishida                       | Actrice japonaise. | 76    | (en)    |
| 11 mars           | Vincent Mangeat                    | Architecte suisse. | 83    |         |
| 11 mars           | Norair Nurikyan                    | Haltérophile bulgare, double champion olympique (1972, 1976).                                                                        | 76    | (bg)    |
| 11 mars           | Anthony Phelps                     | Écrivain haïtien. | 96    |         |
| 11 mars           | Clive Revill                       | Acteur néo-zélandais. | 94    | (en)    |
| 11 mars           | Cocoa Tea                          | Chanteur de reggae jamaïcain. | 65    |         |
| 11 mars           | Robert Trebor                      | Acteur et réalisateur américain. | 71    | (en)    |
| 10 mars           | Natalya Akhrimenko                 | Athlète russe, ayant représenté l'Union soviétique, spécialiste du lancer du poids.                                                  | 69    | (ru)    |
| 10 mars           | Dominique Colas                    | Politologue français. | 80    |         |
| 10 mars           | Sven Coomer                        | Pentathlète australien. | 84    | (en)    |
| 10 mars           | Francis Billy Hilly                | Homme d'État salomonais. | 76    | (en)    |
| 10 mars           | Stanley R. Jaffe                   | Producteur de cinéma américain. | 84    | (en)    |
| 10 mars           | Andreas Kronthaler                 | Tireur sportif autrichien. | 72    | (de)    |
| 10 mars           | Carl Lundström                     | Personnalité du monde des affaires suédois.                                                                                          | 64    | (sv)    |
| 10 mars           | Robert McGinnis                    | Peintre et illustrateur américain.                                                                                                   | 99    | (en)    |
| 10 mars           | Marc Neil-Jones                    | Journaliste vanuatais. | 67    | (en)    |
| 10 mars           | Alfredo Stranieri                  | Tueur en série franco-italien. | 68    |         |
| 10 mars           | Wheesung                           | Chanteur sud-coréen de R&B. | 45    | (en)    |
| 10 mars           | Jean-François Zobrist              | Chef d'entreprise français. | 81    |         |
| 9 mars            | Larry Buendorf                     | Chef de la sécurité du comité olympique américain, pilote de l'U.S. Navy et agent des services secrets américain.                    | 87    | (en)    |
| 9 mars            | Monique Dorsel                     | Actrice belge. | 94    |         |
| 9 mars            | Simon Fisher-Becker                | Acteur britannique. | 63    | (en)    |
| 9 mars            | Aftab Jawaid                       | Joueur de squash pakistanis. | 88    | (en)    |
| 9 mars            | Hans Peter Korff                   | Acteur allemand. | 82    |         |
| 9 mars            | Richard McTaggart                  | Boxeur écossais, champion et médaillé de bronze olympique (1956, 1960).                                                              | 89    | (en)    |
| 9 mars            | Akinori Nakayama                   | Gymnaste et champion olympique japonais.                                                                                             | 82    | (ja)    |
| 9 mars            | Jacques Peiffer                    | Céramiste et sculpteur français. | 78    |         |
| 9 mars            | Michel Potay                       | Fondateur français du mouvement spirituel des Pèlerins d'Arès.                                                                       | 95    |         |
| 9 mars            | Yola Ramírez                       | Joueuse de tennis mexicaine. | 90    | (es)    |
| 8 mars            | Simonne Creyf                      | Femme politique belge flamande. | 78    | (nl)    |
| 8 mars            | Athol Fugard                       | Acteur, directeur de théâtre, dramaturge, écrivain, metteur en scène, pédagogue, producteur, réalisateur et scénariste sud-africain. | 92    |         |
| 8 mars            | Roland Goetschel                   | Professeur émérite de l'université Paris-Sorbonne.                                                                                   | 94    |         |
| 8 mars            | Mark Klein                         | Ingénieur américain. | 79    | (en)    |
| 8 mars            | Isabel Miranda de Wallace          | Éducatrice et militante sociale mexicaine.                                                                                           | 73    | (es)    |
| 8 mars            | Naima Samih                        | Chanteuse marocaine. | 72    |         |
| 8 mars            | Nota Schiller                      | Rabbin orthodoxe israélien. | 88    | (en)    |
| 8 mars            | L. J. Smith                        | Écrivaine américaine. | 66    | (en)    |
| 8 mars            | Doris Waschk-Balz                  | Sculptrice, céramiste, médailleuse et dessinatrice allemande.                                                                        | 82    | (de)    |
| 8 mars            | Ella Zeller                        | Pongiste roumaine. | 91    | (en)    |
| 7 mars            | Akpovi Akoègninou                  | Professeur d'université et botaniste béninois.                                                                                       | 74/75 |         |
| 7 mars            | Oumarou Alma                       | Homme politique nigérien. | 73    |         |
| 7 mars            | Richard Fortey                     | Paléontologue britannique. | 79    | (en)    |
| 7 mars            | Brûni Heinke                       | Actrice néerlandaise. | 84    | (nl)    |
| 7 mars            | Stéphane Osmont                    | Écrivain français. | 65    |         |
| 7 mars            | David Vunagi                       | Évêque anglican, Homme d'État salomonais.                                                                                            | 74    | (en)    |
| 6 mars            | Meredith Belbin                    | Psychosociologue britannique. | 98    | (en)    |
| 6 mars            | Walter Bucher                      | Coureur cycliste suisse. | 98    |         |
| 6 mars            | Dušan Čaplovič                     | Homme politique slovaque. | 78    | (sk)    |
| 6 mars            | Henri Duez                         | Coureur cycliste français. | 87    |         |
| 6 mars            | Brian James                        | Guitariste britannique de punk rock.                                                                                                 | 70    | (en)    |
| 6 mars            | Krzysztof Kononowicz               | Homme politique polonais. | 62    | (pl)    |
| 6 mars            | Domingo Massaro Conley             | Footballeur reconverti comme arbitre chilien .                                                                                       | 62    | (es)    |
| 6 mars            | Jean-Louis Moynot                  | Syndicaliste français. | 87    |         |
| 6 mars            | Klaus Richtzenhain                 | Athlète allemand, médaillé d'argent aux Jeux olympiques d'été de 1956.                                                               | 90    | (de)    |
| 6 mars            | Olavi Salonen                      | Athlète finlandais spécialiste du demi-fond.                                                                                         | 91    | (fi)    |
| 6 mars            | Mabel Segun                        | Poète, dramaturge, écrivaine d'histoires pour enfants et radiodiffuseuse nigériane.                                                  | 95    | (en)    |
| 5 mars            | Pamela Bach                        | Actrice américaine. | 61    | (en)    |
| 5 mars            | Jean-Claude Barreau                | Essayiste français. | 91    |         |
| 5 mars            | Altin Çuko                         | Joueur de football albanais. | 50/51 | (sq)    |
| 5 mars            | DJ Funk                            | DJ, réalisateur artistique et compositeur américain.                                                                                 | 54    | (en)    |
| 5 mars            | Sandra G. Harding                  | Philosophe et féministe américaine.                                                                                                  | 89    | (en)    |
| 5 mars            | Claude Hausknecht                  | Footballeur français. | 80    |         |
| 5 mars            | Norberto Huezo                     | Footballeur international salvadorien.                                                                                               | 68    | (es)    |
| 5 mars            | Fred Stolle                        | Joueur de tennis australien. | 86    | (en)    |
| 5 mars            | Charles T. Tart                    | Psychologue et parapsychologue américain.                                                                                            | 87    | (en)    |
| 5 mars            | Sylvester Turner                   | Homme politique américain. | 70    | (en)    |
| 4 mars            | Roy Ayers                          | Musicien américain. | 84    | (en)    |
| 4 mars            | Jean-Louis Debré                   | Homme d'État français. | 80    |         |
| 4 mars            | Joe Nickell                        | Enquêteur sceptique du paranormal américain.                                                                                         | 80    | (en)    |
| 4 mars            | Jean-Louis Pichon                  | Metteur en scène, comédien et directeur d'opéra français.                                                                            | 76    |         |
| 4 mars            | Affonso Romano de Sant'Anna        | Écrivain et poète brésilien. | 87    | (pt-BR) |
| 4 mars            | Gene Winfield                      | Designer automobile américain. | 97    | (en)    |
| 3 mars            | John Ashworth                      | Scientifique et pédagogue britannique.                                                                                               | 86    | (en)    |
| 3 mars            | Henryk Bielski                     | Réalisateur polonais. | 90    | (pl)    |
| 3 mars            | André Chervel                      | Linguiste, grammairien et historien français.                                                                                        | 93    |         |
| 3 mars            | Lincoln Díaz-Balart                | Homme politique américain. | 70    | (en)    |
| 3 mars            | Herbert Dirren                     | Homme politique suisse. | 83    |         |
| 3 mars            | Walter Fahrer                      | Auteur de bande dessinée argentin.                                                                                                   | 85    |         |
| 3 mars            | Eleonora Giorgi                    | Actrice et réalisatrice italienne.                                                                                                   | 71    | (it)    |
| 3 mars            | Sébastien Lepetit                  | Écrivain français. | 55    |         |
| 3 mars            | Jean-Marie Londeix                 | Saxophoniste français. | 92    |         |
| 3 mars            | Craig Richard Nelson               | Acteur américain. | 77    | (en)    |
| 3 mars            | Antoine Saad                       | Homme politique libanais. | 87/88 |         |
| 3 mars            | Theodor Sellner                    | Vitrailliste allemand. | 78    | (de)    |
| 3 mars            | Felicia Țilea-Moldovan             | Athlète roumaine. | 57    | (ro)    |
| 2 mars            | Dieuwertje Blok                    | Actrice, écrivaine et présentatrice de radio et de télévision néerlandaise.                                                          | 67    | (nl)    |
| 2 mars            | Gérard Bourgoin                    | Chef d'entreprise, dirigeant sportif et homme politique français.                                                                    | 85    |         |
| 2 mars            | John Cummins                       | Homme politique canadien. | 82    | (en)    |
| 2 mars            | Flo Fox                            | Photographe de rue américaine. | 79    | (en)    |
| 2 mars            | Herbert Léonard                    | Chanteur et auteur français. | 80    |         |
| 2 mars            | Marysa Navarro                     | Historienne et universitaire hispano-américaine.                                                                                     | 90    |         |
| 2 mars            | Buvaysar Saytiev                   | Lutteur russe, triple champion olympique (1996, 2004, 2008).                                                                         | 49    | (ru)    |
| 2 mars            | Bernhard Vogel                     | Homme politique allemand. | 92    | (de)    |
| 1er mars          | Nougzar Bagration-Grouzinski       | Homme politique géorgien. | 74    | (ka)    |
| 1er mars          | Paulito FG                         | Chanteur cubain. | 63    |         |
| 1er mars          | Tim Kruger                         | Acteur et réalisateur allemand de films pornographiques gays.                                                                        | 44    | (en)    |
| 1er mars          | Tullio Lanese                      | Arbitre international de football italien.                                                                                           | 78    | (it)    |
| 1er mars          | Hazel Nell Dukes                   | Militante américaine. | 92    | (en)    |
| 1er mars          | Norio Minorikawa                   | Présentateur de télévision japonais.                                                                                                 | 80    | (en)    |
| 1er mars          | Joey Molland                       | Auteur-compositeur et guitariste rock britannique.                                                                                   | 77    | (en)    |
| 1er mars          | Jean-Pierre Spilmont               | Écrivain français. | 87    |         |
| 1er mars          | Angie Stone                        | Chanteuse et actrice afro-américaine.                                                                                                | 63    |         |
| 1er mars          | Jack Vettriano                     | Peintre écossais. | 73    | (en)    |
| 1er mars          | Pedro Zarraluki                    | Écrivain espagnol. | 70    | (es)    |
| date indéterminée | Richard Norton                     | Acteur australien. | 75    |         |
| date indéterminée | Zhang Lifan                        | Historien, écrivain et opposant chinois.                                                                                             | 74    | (zh)    |